# Hướng Linh
Hướng Linh là một xã thuộc huyện Hướng Hóa, tỉnh Quảng Trị, Việt Nam.
Xã Hướng Linh có diện tích 115,73 km², dân số năm 1999 là 1600 người, mật độ dân số đạt 14 người/km².

## Hành chính
Xã Hướng Linh được chia thành 5 thôn: Cooc, Hoong Mới, Miệt Cũ, Miệt - Pa Công, Xa Bai.